# Giovanni Campari
Giovanni Campari (né à Reggio d'Émilie (Émilie-Romagne) le 10 janvier 1927 et mort le 7 octobre 2016 dans la même ville) est un footballeur et entraîneur italien de football.

## Biographie
Gardien de football en Série C et D, Giovanni Campari fut entraîneur à l'âge de 35 ans, commençant la Reggiana. Après douze années à entraîner les jeunes, il dirigea l'équipe première une saison. Entre 1974 et 1990, il dirigea six autres équipes italiennes de faible niveau. Puis en 1990, il est le sélectionneur de Cuba jusqu'en 1996, sans qualifier la sélection pour la Gold Cup, ni pour une coupe du monde. De 1999 à 2000, il est assistant de la sélection sénégalaise. 